# Alfred Scheiwiler
Alfred « Fredy » Scheiwiler est un joueur de football suisse né le 4 février 1956. Scheiwiler mesure 1,80 m pour 70 kg et évolue au poste de milieu de terrain.

## Biographie

### En club
- 1975-1979 : FC Zurich
- 1979-1981 : FC Saint-Gall
- 1981-1982 : FC Zurich
- 1982-1985 : FC Lausanne-Sport

### En sélection
- 14 sélections (un but) entre 1975 et 1982[1]